# 益田ひろ子
益田 ひろ子（ますだ ひろこ、1945年1月28日 - ）は、日本の女優。東京都出身。旧芸名は益田 紘子

## 人物
劇団俳優座養成所第15期生。劇団俳優小劇場に所属し、『心理』、『正義の人々』などの作品で主演を務めたほか、映画・テレビドラマにも数多く出演。その後結婚を機に女優業を離れるが、2006年に家族の勧めにより、蜷川幸雄が率いる高齢者のみの演劇集団「さいたまゴールド・シアター」に参加し、30数年ぶりに舞台復帰を果たす。蜷川演出の『聖地』、『アンドゥー家の一夜』、『95kgと97kgのあいだ』などの作品に出演している。

## 出演作品

### 映画
- 女のみずうみ（吉田喜重監督、1966年） - はるみ
- 日本春歌考（大島渚監督、1967年） - 池上智子
- 殺し屋をバラせ（池広一夫監督、1969年） - 佐代
- 昭和やくざ系図 長崎の顔（野村孝監督、1969年） - 斎藤加代子
- 若者の旗（森川時久監督、1970年） - 西田和子
- 新・高校生ブルース（帯盛迪彦監督、1970年） - 桐村

### テレビドラマ
- 七人の刑事 第246話「あつかった夏」（TBS、1966年）
- 特別機動捜査隊 第291話「豚と栄光」（NET、1967年）
- 帰りなんいざ （NHK、1967年）
- われら弁護士 （NTV、1968年）
- 堂島（KTV、1968年）
- キイハンター 第26話「魔女がベルを鳴らす時」（TBS、1968年）
- 母っちゃの枕は（NHK、1968年）
- 東京バイパス指令 第24話「地獄部屋」（NTV、1969年）
- 颱風とざくろ （NTV、1969年）
- 夫よ男よ強くなれ 第1話「頼りない若い男よ」（NET、1969年）
- プレイガール 第38話「女のどたん場」（東京12CH、1969年）
- 火曜日の女シリーズ　雨の日の罠 （NTV、1970年）
- ザ・ガードマン（TBS）
  - 第277話「銀行ギャングのふるさとは墓場」（1970年）
  - 第278話「怪談・壁から出る幽霊」（1970年）
- 遠山の金さん捕物帳 第33話「虎穴に入った男」（NET、1971年） - はな
- 相棒 season9 第13話「通報者」（EX、2011年） - 笠井俊子
- ハンチョウ〜神南署安積班〜シリーズ4 第2話「殺されたい女…99%予測不可能の真犯人」（TBS、2011年）
- 水戸黄門　第43部 第4話「助が出会った女幽霊」（TBS、2011年） - おかね

### 舞台
- 心理
- 正義の人々
- 琉球処分
- 船上のピクニック
- 95kgと97kgのあいだ
- アンドゥー家の一夜
- 聖地
- 鴉よ、おれたちは弾丸をこめる
- 薄い桃色のかたまり